# 双桥及沿河建筑
双桥及沿河建筑位于中国江苏省苏州市周庄镇镇区东北银子浜和南北市河交汇处，是一处江苏省文物保护单位。

## 历史
周庄双桥始建于明万历年间，世德桥由里人徐松泉、徐竹溪出资建造，永安桥由里人徐正吾出资建造。清乾隆三十年（1765 年)、道光二十三年（1843年）重修。1984年，画家陈逸飞（1946—2005）经水路前往周庄写生，完成油画《故乡的回忆》，在纽约哈默画廊展出。阿曼德·哈默访华时，收购这幅油画，将其送给邓小平，1985年被联合国邮局选为首日封。此后周庄古镇知名度大增，水乡旅游迅速繁荣。

## 建筑
周庄双桥又名“钥匙桥”，世德桥和永安桥两桥首尾相连，桥洞一圆一方，桥面一横一竖。世德桥为石拱桥，横跨南北市河，长16米，宽3米，跨度5.9米；永安桥为石梁桥，平架在银子浜口，长13.3米，宽2.4米，跨度3.5米。桥面桥拱比例协调，构图完美。
沿河建筑主要包括双桥至富安桥之间的沿河建筑群，多为明清建筑。

## 保护
2002年10月22日，双桥及沿河建筑公布为第五批江苏省文物保护单位，编号454。